# Immekeppelerteich
Immekeppelerteich ist ein Ortsteil von Immekeppel in der Stadt Overath im Rheinisch-Bergischen Kreis in Nordrhein-Westfalen, Deutschland.

## Lage und Beschreibung
Die Ortschaft Immekeppelerteich liegt an der Sülz und ist über Landesstraße 284 (hier Lindlarer Straße genannt) und die Kreisstraße 41 (Löher Straße) zu erreichen. Bis 2007 wurde die Sülz hier durch ein Wehr gestaut, um den Obergraben und eine Mühle mit Wasser zu versorgen. Die Bevölkerung nutzte die Staustufe vor und nach dem Zweiten Weltkrieg als Schwimmbad. Naheliegende Ortschaften sind Mittelsteeg, Brodhausen, Untergründemich, Großhurden, Busch und Haus Thal. Naturräumlich betrachtet gehört Immekeppelerteich zu den Sülzhochflächen.

## Geschichte
Aus einer Katasterkarte von 1860 geht hervor, dass der Ort unter dem Namen Teich Teil der Honschaft Löderich in der Bürgermeisterei Overath im Kreis Mülheim am Rhein war. Die Preußische Uraufnahme von 1845 zeigt den Wohnplatz unbeschriftet, ebenso auf den Messtischblättern der Preußischen Neuaufnahme bis 1949. Ab dieser Ausgabe ist der Ort regelmäßig als Immekeppelerteich verzeichnet.
Der 1845 laut der Uebersicht des Regierungs-Bezirks Cöln als Isoliertes Haus kategorisierte Ort besaß zu dieser Zeit unter dem Namen Immekeppelerdeich ein Wohngebäude mit acht Einwohnern, alle katholischen Bekenntnisses.
Die Liste Einwohner und Viehstand von 1848, die vor allem der Steuererhebung diente, gibt einen kleinen Einblick in damalige Lebensverhältnisse. Danach lebten in Immekeppelerteich 11 Personen, darunter 5 Kinder. Wobei nur der Ackerer und Pächter Johann Zimmermann nach behördlicher Zählung Vieh besaß: 1 Kuh, 1 Kalb. Als Tagelöhner wurden Peter Schwamborn und Wittib Christian Odenthal aufgeführt und als ohne Gewerb Johann Remshagen. Wobei Odenthal und Remshagen zusätzlich mit dem amtlichen Vermerk arm gekennzeichnet wurden.
Die Gemeinde- und Gutbezirksstatistik der Rheinprovinz führt Immekeppelerteich 1871 mit zwei Wohnhäusern und zehn Einwohnern auf. Im Gemeindelexikon für die Provinz Rheinland von 1888 werden für Immekeppelerteich zwei Wohnhäuser mit elf Einwohnern angegeben. 1895 besitzt der Ort zwei Wohnhäuser mit zwölf Einwohnern, 1905 werden zwei Wohnhäuser und sieben Einwohner angegeben.
1961 entstand in Immekeppelerteich eine von drei Overather Streusiedlungen Siebenbürger Sachsen.